# Beromünster

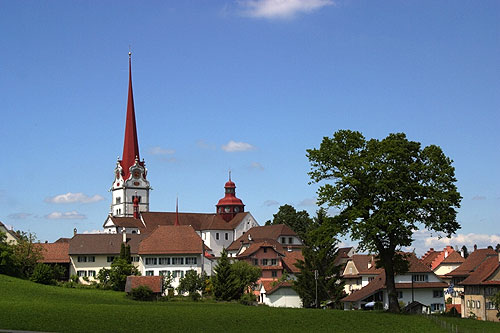
Centrum

Beromünster is een gemeente in het kanton Luzern in Zwitserland. De oppervlakte bedraagt 6,1 km². De gemeente Beromünster telde op 31 december 2005 2538 inwoners. Tot 1934 werd de plaats Münster genoemd.

## Radiozender
Van 1937 tot 2008 was er een radiozender gevestigd met de naam Landessender Beromünster, waarvan de zendmast, de Blosenbergturm, 217 meter hoog is. Het is daarmee het op een na hoogste gebouw van Zwitserland. De mast was gebouwd op 692 meter boven zeeniveau. De Blosenbergturm heeft monumentenstatus gekregen, in 2011 is de nabijgelegen reserve-zendmast gesloopt.
De zender zond op 529, later 531 kHz, de laagste frequentie van de middengolf in het standaardraster van 9 kHz. Op radio-ontvangers uit de jaren vijftig stond vaak een lijst met radiostations en daarop stond Beromünster helemaal links, waardoor de zender internationaal bekend was en de naam thans nostalgisch klinkt. Niet toevallig publiceerde de radiomaker Wim Noordhoek in 1972 een novelle met de titel Beromunster. In 2022 bracht de Nederlandse popgroep Nits het album NEON uit met een gelijknamig nummer verwijzend naar de jaren vijftig radio. 